# Klaus-Jürgen Matz
Klaus-Jürgen Matz (* 23. April 1949 in Rendsburg; † 4. November 2020 in Karlsruhe) war ein deutscher Historiker.
Matz legte 1968 sein Abitur am Markgrafen-Gymnasium Karlsruhe und studierte anschließend an der Universität Mannheim Geschichte und Germanistik. Er war seit 1974 hauptberuflich in Lehre und Forschung am Lehrstuhl von Manfred Schlenke tätig. 1980 wurde er promoviert und habilitierte sich 1989. Er befasste sich insbesondere mit der deutschen und britischen Sozialgeschichte des Industriezeitalters. Weitere Tätigkeitsschwerpunkte waren die Geschichte der europäischen Expansion, deutsche Zeitgeschichte und die südwestdeutsche Landesgeschichte.
Er war außerplanmäßiger Professor für Neuere und Neueste Geschichte an der Universität Mannheim. Seit 1994 war er ordentliches Mitglied der Kommission für geschichtliche Landeskunde in Baden-Württemberg.

## Schriften (Auswahl)
Monografien
- Pauperismus und Bevölkerung. Die gesetzlichen Ehebeschränkungen in den süddeutschen Staaten während des 19. Jahrhunderts. Klett-Cotta, Stuttgart 1980, ISBN 3-12-915130-3.
- Wer regierte wann? Regenten-Tabellen zur Weltgeschichte: Von den Anfängen bis zur Gegenwart. DTV, München 1980 (1. Auflage), ISBN 3-423-03215-4, 6. Auflage (2002): ISBN 3-423-32523-2.
- Reinhold Maier (1889–1971). Eine politische Biographie. Droste, Düsseldorf 1989, ISBN 3-7700-5155-6.
- Länderneugliederung. Zur Genese einer deutschen Obsession seit dem Ausgang des Alten Reiches. Schulz-Kirchner, Idstein 1997, ISBN 3-8248-0029-2.
- Europa-Chronik. Daten europäischer Geschichte von der Antike bis zur Gegenwart. Beck, München 1999, ISBN 3-406-44027-4.
- Das Jahrtausend. Eine Chronik 1000–1999. Beck, München 1999, ISBN 3-406-45610-3.
- Die 1000 wichtigsten Daten der Weltgeschichte. Beck, München 2000, ISBN 3-406-44804-6; 6., durchges. u. aktual. Auflage 2019, ISBN 978-3-406-73602-5.
- Kleine Geschichte des Landes Baden-Württemberg. DRW-Verlag, Leinfelden-Echterdingen 2010, ISBN 978-3-7650-8494-2